# 橫衝直撞
《橫衝直撞》是於2002年出版的賽車遊戲，由Criterion Games研發，由Acclaim出版，可運行於PlayStation 2、Xbox以及GameCube。PlayStation 2之北美版本於2001年1月1日出版；歐洲版本於2001年11月16日出版。GameCube之北美版本於2002年4月29日出版；歐洲版本於2002年5月3日出版。Xbox之北美版本於2002年4月30日出版；歐洲版本於2002年5月5日出版。
它同時也是橫衝直撞系列的第一作，並於各界獲得多項好評，包括撞車、高風險駕駛等，而之後的續作也有相同的特性。

## 遊戲玩法
該遊戲主要的遊戲模式即“冠軍賽”，每個比賽中大約有三到四個比賽。玩家需要和另外三個對手競賽，最先到達終點的人即獲勝。每贏一個比賽，下一個比賽就會變得更難，並要求玩家使用速度更快的車來完成比賽。當完成冠軍賽後，“一對一”的模式就會被開放，玩家在其中只和另一個選手競賽，若贏得這個比賽，玩家就可以獲得對手的車子。另外還有其它的模式，如“單次比賽”、“時間競賽”以及“雙人競賽”等。單次比賽相同於冠軍賽，但是僅有一場；時間競賽即玩家必須要在一定的時間內跑完一定的距離；雙人競賽則是提供給有兩個遊戲控制器的玩家在單機進行雙人遊戲。